# 양극필
양극필(梁克弼, 1925년 9월 15일 ~ 2004년 11월 8일)은 대한민국의 정치인이다. 제6대 국회의원을 지냈다. 본관은 남원.

## 학력
- 부산동아대학 상학과 수료

## 경력
- 부산시의회 의원 당선, 부산시의회 부의장
- 민주공화당 중앙상임위원장
- 민주공화당 부산시 제7지구당 위원장
- 국정교과서 주식회사 사장

## 역대 선거 결과
|  | 9.09% |

|  | 40.08% |

|  | 44.37% |